# Santa Maria no Pórtico de Otávia (diaconia)
A diaconia de Santa Maria em Portico Octaviae foi intituída em torno de 590 pelo Papa Gregório I, vizinha à prisão Decemvirale. Quando o Papa Alexandre VII em 26 de junho de 1622 suprimiu o título e a mudou para Santa Maria em Portico Campitelli, a igreja já estava em ruínas.

## Titulares protetores
- Teodino Sanseverino, O.S.B. (1088-1099)
- Romano (1099-1135)
- Chrysogone, O.S.B. (1134-1138)
- Ribaldo (1138-1139)
- Pietro (1140-1145)
- Guido (1145)
- Guy (1145- circa 1159)
- Gualterio (ou Gautier) (circa 1149- circa 1155)
- Giovanni Pizzuti, Cônego regular (1155-1158)
- Giovanni de Conti di Segni (1158-1167)
- Laborante (ou Laborans) (1171-1179)
- Rolando Paparoni (1180-1184)
- Roland, O.S.B. (1185-1188)
- Gregorio Galgano (1188-1202)
- Giacomo Guala Bicchieri (ou Beccaria) (1205-1211)
- Matteo Rosso Orsini (1262-1305)
- Arnaud de Pellegrue (1305-1331)
- Hugues de Saint-Martial (1361-1403)
- Giovanni Battista Zeno (ou Zen) (1468-1470)
- Vacante (1470-1500)
- Marco Cornaro (1500-1513)
- Bernardo Dovizi (1513-1520)
- Francesco Pisani, in commendam (1528-1541)
- Juan Álvarez y Alva de Toledo, O.P. (1541)
- Antoine Sanguin de Meudon (1541-1550)
- Francesco Pisani, de novo in commendam (1550-1555)
- Girolamo Doria (1555-1558)
- Alfonso Carafa (1558-1559)
- Vitellozzo Vitelli (1559-1564)
- Innocenzo Ciocchi del Monte (1564-1568)
- Francesco Alciati (1569-1580)
- Ippolito de Rossi (1586-1587)
- Hugues Loubenx de Verdalle, O.S.J.J. (1588-1595)
- Bartolomeo Cesi (1596-1611)
- Fernando I Gonzaga (1612-1615)
- Fernando de Áustria (1619-1641)
- Virginio Orsini (1642)
- Vincenzo Costaguti (1643-1652)
- Lorenzo Raggi (1652-1653)
- Francesco Maidalchini (1654-1662)
- Diaconia suprimida em 1662